# Бельчите
Бельчите (исп. Belchite, араг. Belchit) — муниципалитет в Испании, входит в провинцию Сарагоса, в составе автономного сообщества Арагон. Муниципалитет находится в составе района (комарки) Кампо-де-Бельчите.
Занимает площадь 273,7 км².
Население — 1671 человек (на 2009 год).
Расстояние — 48 км до административного центра провинции.
Покровительницей города считается Пуэйская Богоматерь.
По результатам выборов 2003 и 2007 года, алькальд муниципалитета — Мария Анхелес Ортис Альварес (ИСРП).

## История
16—18 июня 1809 года французский маршал Сюше во время Войны за независимость штурмовал бывший здесь укреплённый лагерь испанцев под командованием Хоакина Блаке (сражения при Марии и Бельчите).
В 1838 году город стал жертвой карлистов.
Во время гражданской войны Бельчите был стёрт с лица земли. Франко решил: «Пусть Бельчите так и останется развалиной навсегда, лучшего музея, прославляющего подвиги моих героев, не найти». Новый Бельчите был отстроен близ этих руин.
Остатки развалин, остовы зданий и собор, изрешеченный пулями, были использованы в качестве декораций для таких фильмов о том периоде истории, как «Лабиринт фавна» Гильермо дель Торо (2006) и стали известной туристической достопримечательностью.

## Население
| 1362 (дв.) | 1495 (дв.) | 1842 | 1857 | 1860 | 1877 | 1887 | 1897 | 1900 |
| ---------- | ---------- | ---- | ---- | ---- | ---- | ---- | ---- | ---- |
| -          | -          | 2385 | 3328 | 3297 | 3262 | 3346 | 3409 | 3334 |

| 1910 | 1920 | 1930 | 1940 | 1950 | 1960 | 1970 | 1981 | 1991 |
| ---- | ---- | ---- | ---- | ---- | ---- | ---- | ---- | ---- |
| 3604 | 3599 | 3812 | 4728 | 3536 | 2650 | 2147 | 1682 | 1536 |

| 1992 | 1994 | 1996 | 1997 | 1998 | 1999 | 2000 | 2001 | 2002 |
| ---- | ---- | ---- | ---- | ---- | ---- | ---- | ---- | ---- |
| -    | -    | 1628 | -    | 1625 | 1639 | 1643 | 1629 | 1625 |

| 2003 | 2004 | 2005 | 2006 | 2007 | 2008 | 2009 | 2010 | - |
| ---- | ---- | ---- | ---- | ---- | ---- | ---- | ---- | - |
| 1570 | 1572 | 1621 | 1633 | 1647 | 1692 | 1671 | -    | - |

| Год  | Численность | Численность   |
| ---- | ----------- | ------------- |
| 2001 | 1629        | [ 6 ]         |
| 2002 | 1625        | [ 7 ]         |
| 2004 | 1572        | [ 8 ]         |
| 2005 | 1621        | [ 9 ]         |
| 2006 | 1633        | [ 10 ]        |
| 2007 | 1647        | [ 11 ]        |
| 2008 | 1692        | [ 12 ]        |
| 2009 | 1671        | [ 13 ]        |
| 2010 | 1665        | [ 14 ]        |
| 2011 | 1683        | [ 15 ]        |
| 2012 | 1655        | [ 16 ]        |
| 2013 | 1633        | [ 17 ]        |
| 2014 | 1589        | [ 18 ]        |
| 2015 | 1562        | [ 19 ]        |
| 2016 | 1559        | [ 20 ]        |
| 2017 | 1526        | [ 21 ]        |
| 2018 | 1528        | [ 22 ] [ 23 ] |
| 2019 | 1505        | [ 24 ]        |
| 2020 | 1526        | [ 25 ]        |
| 2021 | 1540        | [ 26 ]        |
| 2022 | 1533        | [ 27 ]        |
| 2023 | 1530        | [ 28 ]        |
| 2024 | 1509        | [ 2 ]         |